# 오노정 (아이치현 지타군)
오노정(大野町)은 아이치현 지타군에 설치되었던 정이다. 현재의 도코나메시 북부에 해당한다.